# Het gouden hoofd (Jerom)
Het gouden hoofd is een  stripverhaal uit de reeks van Jerom.

## Locaties
Dit verhaal speelt zich af op de volgende locaties: India, oerwoud, Dragupta, tempel, paleis van de maharadja

## Personages
In dit verhaal spelen de volgende personages mee: Jerom, tante Sidonia, professor Barabas, Odilon, verstekeling, tijgerjager, slangenbezweerder, man, sadhu, man, Ramelta (fakir), mannen, Brokjam (leider Brorors), Ramjar (wachter), Rabindra (wachter), Ganda (wachter), Potjam (eerste minister), krijgers, bevolking, Brorors, maharadja van Dragupta

## Het verhaal
De maharadja van Dragupta heeft een gouden hoofd dat ieder jaar moet spreken om aan de macht te blijven. Het is stuk en de Brorors willen de macht grijpen. De maharadja heeft professor Barabas gevraagd het beeld te repareren.  Hij vliegt met Jerom, tante Sidonia en Odilon naar India. Er is een verstekeling aan boord en hij laat gas uit een cilinder ontsnappen, waarna hij met een parachute uit het vliegtuig springt. De vrienden vallen in slaap, maar Odilon kan een zuurstofmasker grijpen en zorgt ervoor dat de vrienden levend uit het neergestorte vliegtuig komen. Ze reizen te voet verder en Jerom redt een tijgerjager van een aanvallende tijger. Als dank schenkt hij de vrienden een auto en ze reizen verder. Dan zien ze een slangenbezweerder en willen een foto maken, maar er wordt een cobra in hun auto gezet. Het lukt tante Sidonia om de slang met een spiegel te hypnotiseren. Dan zien de vrienden een sadhu langs de kant van de weg. Ze merken niet dat hij een man bij de brug waarschuwt voor hun komst.
Bij de brug tilt Jerom de auto, omdat hij betwijfelt of de brug het gewicht van de auto kan dragen. De man laat de brug ontploffen, maar de auto is al veilig aan de overkant. De vrienden komen bij een tempel en een fakir verwelkomt hen. Hij zegt een vriend van de maharadja te zijn en de vrienden blijven overnachten. Mannen met een olifant ontvoeren de slapende Odilon uit de tempel. Er hangt alleen een briefje ondertekend door de Brorors als Jerom ontwaakt. Hij kan de mannen verslaan en neemt Odilon mee terug. Dan komt er een jeep bij de tempel en ze schieten op de vrienden. De fakir kan de mannen vertragen met magie en de vrienden rijden met de auto verder. De fakir gooit zijn spijkerbed uit de auto, waardoor de jeep hen niet langer kan achtervolgen. De vrienden bereiken het paleis en de maharadja verwelkomt hen. Hij legt uit dat Brokjam hem wil afzetten en professor Barabas begint meteen met het herstel van het mechanisme wat het gouden hoofd kan laten spreken.
De maharadja laat het hoofd goed bewaken, er zit een wachter in elke kruik rond het paleis. 's Nachts neemt een man via de radio contact op en vertelt dat de stuntmannen zijn aangekomen. De volgende dag stelt de maharadja zijn eerste minister voor en professor Barabas heeft ervoor gezorgd dat het beeld weer kan spreken. Er worden twee krijgers naast het beeld geplaatst, die het beeld dag en acht moeten bewaken. 's Nachts kan een in het zwart geklede man het beeld toch in handen krijgen en de wachter roepen om hulp. Jerom en Odilon achtervolgen de man en ze krijgen hem na een achtervolging te pakken. Het blijkt de eerste minister te zijn. Dan komen de Brorors aangereden op paarden en Jerom houdt hen tegen, terwijl Odilon met het beeld teruggaat naar het paleis. Potjam komt ook aan in het paleis en schiet het gouden beeld stuk en de maharadja zal moeten aftreden. Professor Barabas heeft dit echter voorzien en maakte een namaakhoofd. Hij verstopte het echte gouden hoofd en haalt dit nu weer tevoorschijn. Het hoofd spreekt tijdens een grote plechtigheid; de maharadja moet het volk regeren. 